# يوكي توما
يوكي توما (باليابانية: 東間 勇気) (مواليد 29 مارس 1987)، هو لاعب كرة قدم سابق كان يلعب كمدافع.

## وصلات خارجية
- يوكي توما على موقع Soccerway.com (الإنجليزية)